# شيغوانتي (تشيلي)
شيغوانتي (بالإسبانية: Chiguayante) هي بلدية تقع في تشيلي في كونثبثيون (محافظة). يقدر عدد سكانها بـ 84,718 نسمة ومساحتها 71.5 كم2 وترتفع عن سطح البحر 249 متر.